# Scoglio Gagiato
Lo scoglio Gagiato è uno scoglio del Mar Ligure, sito nella parte orientale della costa del Comune di Levanto.